# Alamosaurus
Genre
Espèce
Alamosaurus (« lézard d'Alamo ») est un genre de dinosaure sauropode titanosaurien ayant vécu aux États-Unis vers la fin du Crétacé il y a 70 à 66 millions d'années.
Alamosaurus n'est connu que par une espèce, l'espèce type : Alamosaurus sanjuanensis.

## Description et généralités

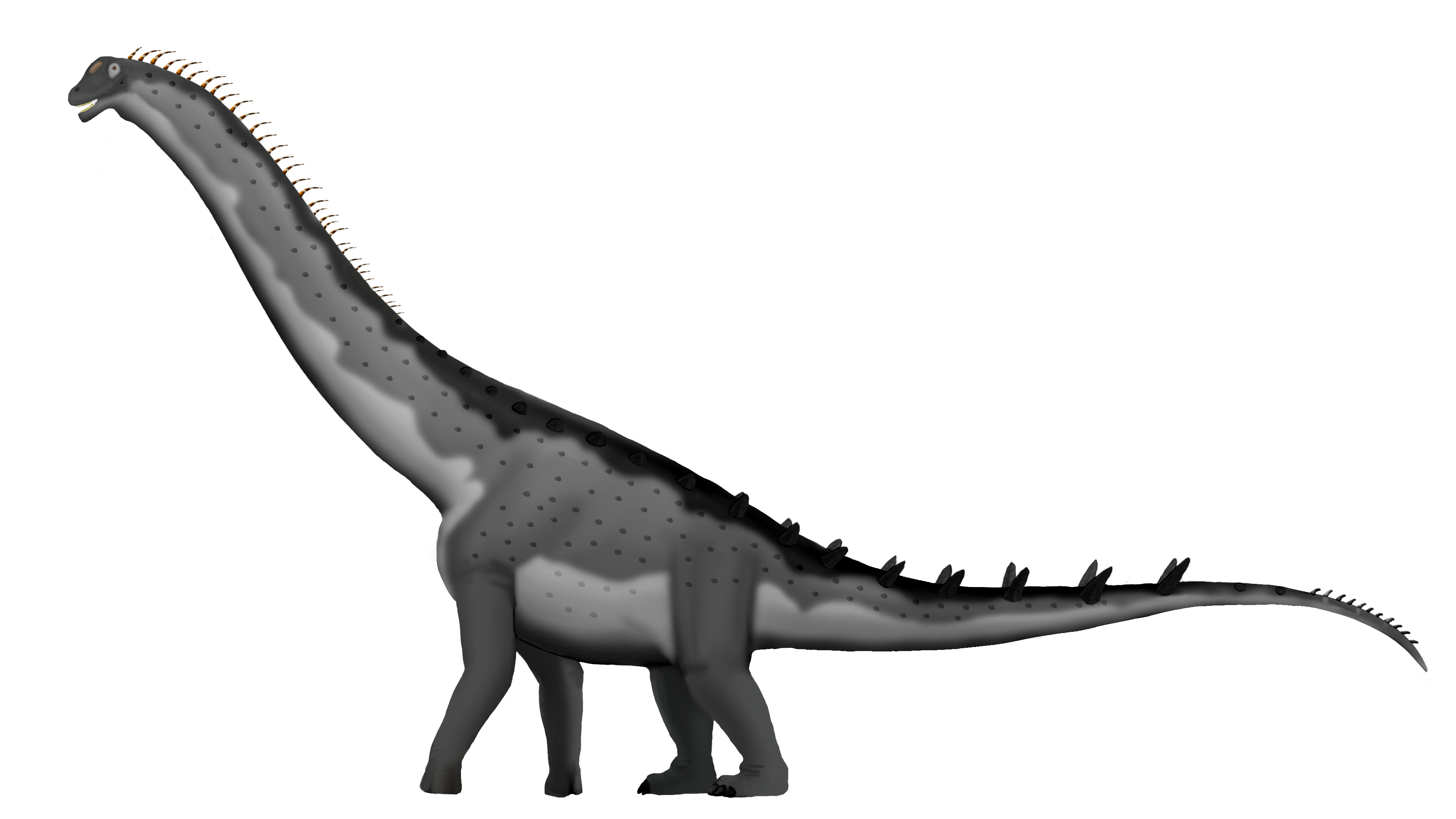

Alamosaurus était un grand herbivore mesurant 21 mètres de long, 7 mètres de haut et pesant 25 tonnes. Comme les autres sauropodes, il avait un long cou et une longue queue qui pouvait être en forme de fouet. Ce dinosaure avait une constitution relativement mince. Ses dents n'étaient pas appropriées à la mastication. Au lieu de cela, l'alimentation végétale était avalée et ensuite décomposée dans l'estomac.
Aucun fossile de crâne n'a été découvert mis à part quelques dents. Les squelettes d’Alamosaurus sont parmi les plus communs de cette période géologique au sud-ouest des États-Unis et servent même à définir la faune de cet endroit. Alamosaurus était l'un des derniers grands sauropodes ; on suppose que sa présence aux États-Unis (où les titanosaures sont plutôt rares) est due à une ultime migration d'Asie vers les Amériques de certains sauropodes.
Les dinosaures côtoyant Alamosaurus incluaient des dinosaures comme tyrannosaurus, ojoraptorsaurus, kritosaurus, bravoceratops et ojoceratops.

## Étymologie
Alamosaurus signifie « lézard d'Alamo » : d'après le lieu du Nouveau-Mexique où il fut découvert par le paléontologue Charles Gilmore en 1921. Il a été nommé Alamosaurus sanjuanensis en 1922. En 2004, Upchurch et al. le classèrent parmi les Lithostrotia.

## Inventaire des fossiles retrouvés
- USNM 10486: scapula (1921-1.70 m) - Holotype
- USNM 10487: ischion (1921-81 cm)
- USNM 15560: vertèbres, chevrons, ischions, scapulocoracoïde (scapula: 1.47 m), humérus (1.36 m), ulna (88.5 cm), radius (80 cm), métacarpiens, plaques sternales ... (1937)
- TTM 43621: spécimen juvénile
- au moins 19 autres références pour le genre, dont quelques dents.